# Musaeus
Musaeus es un género de arañas cangrejo de la familia Thomisidae. Contiene una sola especie, Musaeus politus. La especie fue descrita por el sueco Tord Tamerlan Teodor Thorell en 1890.
Aparece publicado en una sección de Diagnoses aranearum aliquot novarum in Indo-Malesia inventarum. Annali Del Museo Civico Di Storia Naturale Di Genova 30: 132-, 172.

## Distribución
Se distribuye por Asia, en Indonesia.